# Argyrogramma verruca
Argyrogramma verruca är en fjärilsart som beskrevs av Fabricius 1794. Argyrogramma verruca ingår i släktet Argyrogramma och familjen nattflyn. Inga underarter finns listade i Catalogue of Life.